# Štěpánovice (Rovensko pod Troskami)
Štěpánovice je vesnice, část města Rovensko pod Troskami v okrese Semily. Nachází se asi 1,5 km na severozápad od Rovenska pod Troskami.
Štěpánovice leží v katastrálním území Štěpánovice u Rovenska pod Troskami o rozloze 2,99 km². V katastrálním území Štěpánovice u Rovenska pod Troskami leží i Blatec.

## Historie
První písemná zmínka o vesnici pochází z roku 1300.

## Pamětihodnosti
- Přírodní památka Borecké skály
- Dva krucifixy